# Lepthyphantes
Lepthyphantes is een geslacht van spinnen uit de familie hangmatspinnen (Linyphiidae).

## Soorten
De volgende soorten zijn bij het geslacht ingedeeld:
- Lepthyphantes abditus Tanasevitch, 1986
- Lepthyphantes aberdarensis Russell-Smith & Jocqué, 1986
- Lepthyphantes acoreensis Wunderlich, 1992
- Lepthyphantes acuminifrons Bosmans, 1978
- Lepthyphantes aegeus Caporiacco, 1948
- Lepthyphantes aelleni Denis, 1957
- Lepthyphantes afer (Simon, 1913)
- Lepthyphantes agnellus Maurer & Thaler, 1988
- Lepthyphantes ajoti Bosmans, 1991
- Lepthyphantes albimaculatus (O. P.-Cambridge, 1873)
- Lepthyphantes albuloides (O. P.-Cambridge, 1872)
- Lepthyphantes aldersoni Levi & Levi, 1955
- Lepthyphantes allegrii Caporiacco, 1935
- Lepthyphantes alpinus (Emerton, 1882)
- Lepthyphantes altissimus Hu, 2001
- Lepthyphantes annulipes Caporiacco, 1935
- Lepthyphantes arcticus (Keyserling, 1886)
- Lepthyphantes badhkyzensis Tanasevitch, 1986
- Lepthyphantes bakeri Scharff, 1990
- Lepthyphantes balearicus Denis, 1961
- Lepthyphantes bamboutensis Bosmans, 1986
- Lepthyphantes bamilekei Bosmans, 1986
- Lepthyphantes beckeri Wunderlich, 1973
- Lepthyphantes beroni Deltshev, 1979
- Lepthyphantes beshkovi Deltshev, 1979
- Lepthyphantes bhudbari Tikader, 1970
- Lepthyphantes bidentatus Hormiga & Ribera, 1990
- Lepthyphantes bigerrensis Simon, 1929
- Lepthyphantes biseriatus Simon & Fage, 1922
  - Lepthyphantes biseriatus infans Simon & Fage, 1922
- Lepthyphantes bituberculatus Bosmans, 1978
- Lepthyphantes brevihamatus Bosmans, 1985
- Lepthyphantes brignolianus Deltshev, 1979
- Lepthyphantes buensis Bosmans & Jocqué, 1983
- Lepthyphantes carlittensis Denis, 1952
- Lepthyphantes cavernicola Paik & Yaginuma, 1969
- Lepthyphantes centromeroides Kulczyński, 1914
  - Lepthyphantes centromeroides carpaticus Dumitrescu & Georgescu, 1970
- Lepthyphantes chamberlini Schenkel, 1950
- Lepthyphantes chita Scharff, 1990
- Lepthyphantes christodeltshev van Helsdingen, 2009
- Lepthyphantes concavus (Oi, 1960)
- Lepthyphantes constantinescui Georgescu, 1989
- Lepthyphantes coomansi Bosmans, 1979
- Lepthyphantes corfuensis Wunderlich, 1995
- Lepthyphantes corsicos Wunderlich, 1980
- Lepthyphantes cruciformis Tanasevitch, 1989
- Lepthyphantes cruentatus Tanasevitch, 1987
- Lepthyphantes cultellifer Schenkel, 1936
- Lepthyphantes deosaicola Caporiacco, 1935
- Lepthyphantes dilutus (Thorell, 1875)
- Lepthyphantes dolichoskeles Scharff, 1990
- Lepthyphantes eleonorae Wunderlich, 1995
- Lepthyphantes emarginatus Fage, 1931
- Lepthyphantes encaustus (Becker, 1879)
- Lepthyphantes erigonoides Schenkel, 1936
- Lepthyphantes escapus Tanasevitch, 1989
- Lepthyphantes eugeni Roewer, 1942
- Lepthyphantes exvaginatus Deeleman-Reinhold, 1984
- Lepthyphantes fagei Machado, 1939
- Lepthyphantes fernandezi Berland, 1924
- Lepthyphantes furcillifer Chamberlin & Ivie, 1933
- Lepthyphantes gadesi Fage, 1931
- Lepthyphantes garganicus Caporiacco, 1951
- Lepthyphantes hamifer Simon, 1884
- Lepthyphantes hirsutus Tanasevitch, 1988
- Lepthyphantes hissaricus Tanasevitch, 1989
- Lepthyphantes howelli Jocqué & Scharff, 1986
- Lepthyphantes huberti Wunderlich, 1980
- Lepthyphantes hublei Bosmans, 1986
- Lepthyphantes hummeli Schenkel, 1936
- Lepthyphantes ibericus Ribera, 1981
- Lepthyphantes impudicus Kulczyński, 1909
- Lepthyphantes incertissimus Caporiacco, 1935
- Lepthyphantes inopinatus Locket, 1968
- Lepthyphantes intricatus (Emerton, 1911)
- Lepthyphantes iranicus Saaristo & Tanasevitch, 1996
- Lepthyphantes japonicus Oi, 1960
- Lepthyphantes kansuensis Schenkel, 1936
- Lepthyphantes kekenboschi Bosmans, 1979
- Lepthyphantes kenyensis Bosmans, 1979
- Lepthyphantes kilimandjaricus Tullgren, 1910
- Lepthyphantes kolymensis Tanasevitch & Eskov, 1987
- Lepthyphantes kratochvili Fage, 1945
- Lepthyphantes laguncula Denis, 1937
- Lepthyphantes latrobei Millidge, 1995
- Lepthyphantes latus Paik, 1965
- Lepthyphantes lebronneci Berland, 1935
- Lepthyphantes leprosus (Ohlert, 1865)
- Lepthyphantes leucocerus Locket, 1968
- Lepthyphantes leucopygus Denis, 1939
- Lepthyphantes ligulifer Denis, 1952
- Lepthyphantes lingsoka Tikader, 1970
- Lepthyphantes linzhiensis Hu, 2001
- Lepthyphantes locketi van Helsdingen, 1977
- Lepthyphantes longihamatus Bosmans, 1985
- Lepthyphantes louettei Jocqué, 1985
- Lepthyphantes lundbladi Schenkel, 1938
- Lepthyphantes luteipes (L. Koch, 1879)
- Lepthyphantes maculatus (Banks, 1900)
- Lepthyphantes maesi Bosmans, 1986
- Lepthyphantes magnesiae Brignoli, 1979
- Lepthyphantes manengoubensis Bosmans, 1986
- Lepthyphantes mauli Wunderlich, 1992
- Lepthyphantes maurusius Brignoli, 1978
- Lepthyphantes mbaboensis Bosmans, 1986
- Lepthyphantes meillonae Denis, 1953
- Lepthyphantes messapicus Caporiacco, 1939
- Lepthyphantes micromegethes Locket, 1968
- Lepthyphantes microserratus Petrunkevitch, 1930
- Lepthyphantes minusculus Locket, 1968
- Lepthyphantes minutus (Blackwall, 1833)
- Lepthyphantes msuyai Scharff, 1990
- Lepthyphantes natalis Bosmans, 1986
- Lepthyphantes nenilini Tanasevitch, 1988
- Lepthyphantes neocaledonicus Berland, 1924
- Lepthyphantes nigridorsus Caporiacco, 1935
- Lepthyphantes nigropictus Bosmans, 1979
- Lepthyphantes nitidior Simon, 1929
- Lepthyphantes nodifer Simon, 1884
- Lepthyphantes noronhensis Rodrigues, Brescovit & Freitas, 2008
- Lepthyphantes notabilis Kulczyński, 1887
- Lepthyphantes obtusicornis Bosmans, 1979
- Lepthyphantes okuensis Bosmans, 1986
- Lepthyphantes opilio Simon, 1929
- Lepthyphantes palmeroensis Wunderlich, 1992
- Lepthyphantes pannonicus Kolosváry, 1935
- Lepthyphantes paoloi Wunderlich, 1995
- Lepthyphantes patulus Locket, 1968
- Lepthyphantes pennatus Scharff, 1990
- Lepthyphantes perfidus Tanasevitch, 1985
- Lepthyphantes phallifer Fage, 1931
- Lepthyphantes phialoides Scharff, 1990
- Lepthyphantes pieltaini Machado, 1940
- Lepthyphantes pratorum Caporiacco, 1935
- Lepthyphantes rainieri Emerton, 1926
- Lepthyphantes rimicola Lawrence, 1964
- Lepthyphantes ritae Bosmans, 1985
- Lepthyphantes rubescens Emerton, 1926
- Lepthyphantes rudrai Tikader, 1970
- Lepthyphantes ruwenzori Jocqué, 1985
- Lepthyphantes sardous Gozo, 1908
- Lepthyphantes saurensis Eskov, 1995
- Lepthyphantes serratus Oi, 1960
- Lepthyphantes silvamontanus Bosmans & Jocqué, 1983
- Lepthyphantes simiensis Bosmans, 1978
- Lepthyphantes speculae Denis, 1959
- Lepthyphantes striatiformis Caporiacco, 1934
- Lepthyphantes strinatii Hubert, 1970
- Lepthyphantes styx Wunderlich, 2011
- Lepthyphantes subtilis Tanasevitch, 1989
- Lepthyphantes tamara Chamberlin & Ivie, 1943
- Lepthyphantes tenerrimus Simon, 1929
- Lepthyphantes thienemanni Schenkel, 1925
- Lepthyphantes todillus Simon, 1929
- Lepthyphantes trivittatus Caporiacco, 1935
- Lepthyphantes tropicalis Tullgren, 1910
- Lepthyphantes tullgreni Bosmans, 1978
- Lepthyphantes turanicus Tanasevitch & Fet, 1986
- Lepthyphantes turbatrix (O. P.-Cambridge, 1877)
- Lepthyphantes ultimus Tanasevitch, 1989
- Lepthyphantes umbratilis (Keyserling, 1886)
- Lepthyphantes vanstallei Bosmans, 1986
- Lepthyphantes venereus Simon, 1913
- Lepthyphantes vividus Denis, 1955
- Lepthyphantes yushuensis Hu, 2001
- Lepthyphantes zaragozai Ribera, 1981
- Lepthyphantes zhangmuensis Hu, 2001